# 維索薩 (北里約格朗德州)
維索薩（葡萄牙語：Viçosa）是巴西的城鎮，位於該國東北部，由北里約格朗德州負責管轄，始建於1963年12月28日，面積37.91平方公里，2012年人口1,633，人口密度每平方公里43人。